# Ждярские горы
Ждя́рские го́ры (чеш. Žďárské vrchy) — северо-восточная часть Чешско-Моравской возвышенности в Чехии.
Горы сложены преимущественно гранитами. Высшая точка — гора Девять Скал (Devět skal) (836 м). Имеются месторождения графита и гранита. Склоны гор покрыты хвойными лесами. Население занимается деревообработкой, пастбищным скотоводством.